# Йеменско-сирийские отношения
Йеменско-сирийские отношения — двусторонние отношения между Йеменом и Сирией. Дипломатические отношения между странами были установлены в 1990 году. 

## История
В январе 2007 года премьер-министр Йемена Абдель Кадер Баджамаль прибыл в Дамаск c трехдневным официальным визитом для участия в заседании Йеменско-сирийского высшего объединённого комитета и обсуждения развития двустороннего сотрудничества. В мае 2008 года Йеменско-сирийский высший объединенный комитет провел заседание в Сане, участвовали премьер-министр Йемена Али Мухаммад Муджавар и его сирийский коллега Мухаммед Наджи аль-Отари. Представители обоих государств заявили об общей приверженности установлению безопасности и мира на Ближнем Востоке. В августе 2010 года прошла 10-я сессия Йеменско-сирийского высшего объединённого комитета, которая завершилась подписанием 14 документов, включая соглашения о сотрудничестве Йемена и Сирии.
В 2011 году посол Йемена в Сирии Абдель-Ваххаб Таваф заявил, что объединение Йемена в единое государство является примером для стран арабского мира. Абдель-Ваххаб Таваф поблагодарил руководство Сирии за поддержку стабильности и безопасности Йемена, добавив, что он гордится усилиями президента Башара Асада в решении проблемных вопросов и укреплении партнерских связей в арабских странах. В феврале 2011 года Йемен и Сирия договорились о расширения сотрудничества между двумя странами в области культуры. Министр культуры Йемена Мохаммад аль-Мафлахи и посол Сирии в Йемене Абдул Гафор Сабуни пришли к соглашению об отправке сирийских деятелей культуры для подготовки кадров в Йемене.
В 2011 году в Сирии началась гражданская война и Йемен продемонстрировал безусловную поддержку сирийскому правительству, а также является одной из немногих арабских стран, которая выступает за президента Башара Асада. Кроме того, йеменские шиитские ополченцы (хуситы) также поддержали правительство Сирии и направили своих бойцов для ведения боевых действий с сирийской оппозицией. Йемен и Ливан стали единственными членами Арабской лиги, проголосовавшими против изгнания Сирии из этой организации.